# Gerhard Jürgen Blum-Kwiatkowski
Gerhard Jürgen Blum-Kwiatkowski (ur. 22 października 1930 w Faulen, zm. 11 sierpnia 2015 w Hünfeld) – polski artysta działający w Niemczech, malarz, twórca instalacji, teoretyk sztuki, założyciel Museum Modern Art Hünfeld oraz galerii New Space w Fuldzie, inicjator utworzenia i współzałożyciel Centrum Sztuki Galeria EL, twórca idei „sztuki reduktywnej”.

## Życiorys
Studiował sztuki plastyczne i filozofię sztuki (1952–1967). Po wojnie zamieszkał w Elblągu. Był współzałożycielem i kierownikiem Klubu Młodej Inteligencji „Czerwona Oberża” (1956–1961), następnie inicjatorem i kierownikiem Laboratorium Sztuki Galeria EL w latach 1961–1974. Inicjator i kurator pięciu edycji Biennale Form Przestrzennych w Elblągu w latach 1965–1973, będących przeglądami i sympozjami sztuki poszukującej (neokonstruktywizm, konceptualizm, kino rozszerzone, performance). W Elblągu można spotkać w przestrzeni publicznej formę jaką stworzył w czasie I Biennale Form Przestrzennych w 1965. W 1974 wyjechał na stałe do Niemiec. Od tego też czasu realizował ideę „stacjonizmu” w sztuce, zakładając w ramach wyższych szkół ludowych (Volkshochschulen) w różnych miejscach tzw. stacje sztuki (w klasztorze Cornberg, zamku Rittersheim, w Hünfeld, Fuldzie, Bad Hersfeld, Kleinsassen i innych). Od 1975 prowadził Wolną Akademię Sztuki w Hünfeld, a w 1990 roku otworzył tam Museum of Modern Art – z kolekcją o profilu międzynarodowym, skupiającą prace twórców o rodowodzie konstruktywistycznym. W 1993 roku założył Muzeum Artystów „Forum Sztuki Konkretnej” w Erfurcie oraz nieistniejące już Muzeum Sztuki Reduktywnej w Świeradowie-Zdroju. Gromadził dzieła sztuki artystów współczesnych z całego świata ze szczególnym uwzględnieniem sztuki postkonstruktywistycznej, w tym z Polski. W swych zbiorach posiadał ponad dwa tysiące prac. Część jego zbiorów została przekazana w 2011 roku Centrum Sztuki Galerii EL. W tym celu we wnętrzu Galerii powstała dwukondygnacyjna empora, na której prezentowana jest kolekcja Museum of Modern Art.

## Twórczość
Działalność twórczą rozpoczął w latach 50. Malował wówczas kompozycje fakturowe, zbliżone do poetyki informel i malarstwa materii. W latach 60. tworzył metalowe geometryczne formy. Poszukiwania artystyczne doprowadziły go do postulatów redukcji formy. Z początkiem l. 90. tworzył minimalistyczne obiekty z serii zatytułowanej Skończoność. W tym też okresie znaczące w jego twórczości stały się Konstelacje energetyczne – formy sześcianów białych i czarnych.

## Odznaczenia, nagrody i wyróżnienia
- Stypendysta Królewskiej Akademii Sztuki w Kopenhadze w latach 1968–1969[3]
- Nagroda im. Katarzyny Kobro, 2002
- Nagroda Krytyki Artystycznej im. Jerzego Stajudy, 2002[5]
- Srebrny Medal „Zasłużony Kulturze Gloria Artis”, 2008[6]
- Honorowy obywatel Elbląga, 2011
- Krzyż Zasługi Miasta Hünfeld, 2012